# Национални пут Јапана 416
Национални пут Јапана 416 је Национални пут у Јапану, пут број 416, који спаја градове Фукуј у префектури Фукуј и Комацу, у префектури Ишикава укупне дужине 86,3 км.

## Везе са главног пута
- Национални пут Јапана 305
- Национални пут Јапана 365
- Национални пут Јапана 8
- Аутопут Хокурику
- Национални пут Јапана 158
- Национални пут Јапана 364